# 矢野立美
矢野 立美（やの たつみ、1949年4月21日 - ）は、日本の作曲家、編曲家。秋田県仙北郡角館町（現・仙北市）出身。
歌謡曲の編曲、アニメの劇伴などを手がける。飾山舞の名で作詞を行ったり（おおい大輔「風にまかせて／さらば」2001年）、バックコーラスをこなしたり、また山口百恵などのコンサートで指揮をとったりと、様々な音楽活動を行っている。

## 来歴・人物
小学校では合唱、中学校ではトランペットをやっていた。
元々作曲家を目指していたが、学生時代に曲を持ち込んだ小学館プロダクションでスカウトされフォークグループの歌手としてデビュー。その編曲を担当していた青木望に従事し、ホリプロで森昌子を担当していた友人のつてで森のアルバムの編曲を務め作編曲家としてのデビューを果たす。
歌手活動を辞した後、音楽事務所ピラミッドに所属し、歌謡曲の編曲を手掛ける。その後、声優バンドスラップスティックの楽曲を手掛けたことをきっかけに、同バンドが主題歌を担当したアニメ特番『のどか森の動物大作戦』の劇伴を担当し、以後アニメやテレビドラマ、映画などの劇伴も手掛けるようになる。
初めて特撮作品を担当した『超電子バイオマン』ではシンフォニックな要素を取り入れ、スーパー戦隊シリーズの音楽の方向性を変えたと評価されている。『バイオマン』『チェンジマン』を手掛けた後、続く『超新星フラッシュマン』へのオファーもあったが3年連続では煮詰まってしまうため、同じ事務所に所属し『バイオマン』で指揮を担当した田中公平を推薦した。

## 作風
劇伴音楽ではメロディラインを重視したわかりやすい音楽を心掛けている。
ドラマでは予算が少ないため小編成でよりいい音楽を作ることを努力している。『超電子バイオマン』では、アクションに合わせるため編成を凝ったものにしたところ予算をオーバーしてしまっていたという。
好きな作曲家や影響を受けた作曲家としてレナード・バーンスタイン、ジョージ・ガーシュウィン、クインシー・ジョーンズを挙げている。

## 作曲を手がけた楽曲
- 伊倉一恵
  - SNOW LIGHT SHOWER（作詞：暮湖遊）
- 石原慎一
  - Oh!My Dream（作詞：谷穂ちろる）
- おおい大輔
  - 風にまかせて（作詞：飾山舞）
  - さらば（作詞：坂口照幸）
- 神谷明
  - CHANCE（作詞：遠藤明範）
  - LONELY LULLABY（作詞：島エリナ）
  - GIMME SHOCK（作詞：暮湖遊）
- 神谷明・伊倉一恵
  - 街中sophisticate（作詞：乃未紫煙）
  - A LOVE NO ONE CAN CHANGE（作詞：遠藤明範）
- 河合夕子
  - 君に贈る声援（作詞：谷穂ちろる）
- 北代桃子
  - WANT YOUR LOVE（作詞：北代桃子）
  - NEVER GO AWAY（作詞：北代桃子）
  - FOOTSTEPS（作詞：Linda Hennrick）
  - 砂のCASTLEのカサノヴァ（作詞：只野菜摘）
  - YOUR SECRETS（作詞：北代桃子）
  - ESCAPE（作詞：只野菜摘）
- Kirsten Steinhauer
  - FOREVER IN MY HEART（作詞：Kirsten Steinhauer）
- 小金沢昇司
  - 荒野（作詞：麻こよみ）
- 国分友里恵
  - ONLY IN MY DREAMS（作詞：北代桃子）
  - LOVE GAMES（作詞：北代桃子）
- 佐々木真里
  - 戦ー少女イクセリオン（作詞：前田耕一郎）
- 佐藤朱美
  - aligatouが深くなる（作詞：青木久美子）
- 白鳥由里
  - 銀河☆ロマンス（作詞：前田耕一郎）
- 巣瀬哲生
  - 永遠の想い出（作詞：谷穂ちろる）
- 須田翔子
  - Dreamy My Love（作詞：荒木とよひさ）
- 天童よしみ
  - 駄目と言わない女（作詞：ちあき哲也）
  - 「なにわのシンデレラ」いつも心に太陽を（作詞：津城ひかる）
- Nieve
  - 輝け!!ダグオン（作詞：谷穂ちろる）
  - 風の中のプリズム（作詞：谷穂ちろる）
- 樋浦一帆
  - イッキマン・マーチ（作詞：阿部孝夫）
- ピンク・ジャガー（浜田範子・鈴木幸恵）
  - DENGER ZONE（作詞：ビーンズ豆田）
  - SATISFACTION（作詞：ビーンズ豆田）
  - SUNSET STORY（作詞：ビーンズ豆田）
  - SHOOT IT（作詞：ビーンズ豆田）
  - FLY AWAY（作詞：Suzanne K.Kim）
- 水木一郎
  - 夢もひとつの仲間たち（作詞：山川啓介）
- 宮内タカユキ
  - Blue Togetherness（作詞：冬杜花代子）
  - Stand up!Soldiers（作詞：前田耕一郎）
  - 君を探す翼（作詞：前田耕一郎）
- MoJo
  - 究極 サムライハオー 降臨!（作詞：里乃塚玲央）
- 山下優
  - 君が幸せなら（作詞：山川啓介）

## 編曲を手がけた楽曲

### あ行
- 赤木さとし
  - マサオ（作曲：浜圭介）
  - 今年もおいでよ（作曲：浜圭介）
- 秋元順子
  - 24時の孤独（作曲：徳久広司）
  - 哀愁の夜想曲（作曲：花岡優平）
  - 愛鍵（作曲：花岡優平）
  - パステルブルー（作曲：花岡優平）
  - ティ・アモ～風が吹いて～（作曲：杉本眞人）
  - LOVE～永遠の記憶～（作曲：杉本眞人）
- アグネス・チャン
  - 香港国際空港（作曲：平尾昌晃）
  - 夕焼け（作曲：平尾昌晃）
  - 触れずの恋（作曲：平尾昌晃）
  - 2番目のしあわせ（作曲：平尾昌晃）
- 浅香唯
  - ふたりのMoon River（作曲：小杉保夫）
  - モダンボーイ白書（作曲：中崎英也）
- 麻上洋子
  - 哀しみのサテン人形（作曲：深野義和）
  - 冬薔薇（作曲：桜田誠一）
- あさみちゆき
  - 井の頭線（作曲：網倉一也）
  - 夕焼けブランコ（作曲：網倉一也）
  - ふるさとの木の下で（作曲：鈴木キサブロー）
  - 愛するひとよ（作曲：鈴木キサブロー）
  - 林檎をかじりながら（作曲：鈴木キサブロー）
  - 室積海岸（作曲：網倉一也）
  - お月さんとおりゃんせ（作曲：新井利昌）
  - 夜祭り囃子（作曲：鈴木キサブロー）
  - かすみ草エレジー（作曲：山崎ハコ）
  - あの日のままのカレンダー（作曲：山崎ハコ）
- 荒木由美子
  - ヴァージン・ロード（作曲：宇崎竜童）
  - つむじ旋風（作曲：宇崎竜童）
- 池田鴻
  - やっぱりジャイアンツ（作曲：水森英夫）
- 石川さゆり
  - 夏の夜の夢（作曲：伊藤薫）
  - 湯の花KOUTA（作曲：杉本眞人）
  - 恋のからまわり（作曲：岡千秋）
- 石野真子
  - 彼が初恋（作曲：筒美京平）
  - 恋のハッピー・デート（作曲：B.Findon・M.Myers・B.Puzey）
  - 私のしあわせ PARTII（作曲：石野真子）
- 石原詢子
  - あまやどり（作曲：永井龍雲）
- 伊藤かずえ
  - 哀愁プロフィール（作曲：三木たかし）
  - 風と光のスニーカー（作曲：三木たかし）
  - エンドレス・サマー（作曲：三木たかし）
- 伊藤つかさ
  - 街角シーソーゲーム（作曲：岸田智史）
- 岩井小百合
  - 早春メモリー（作曲：鈴木キサブロー）
  - ときめきの季節（作曲：鈴木キサブロー）
  - そっとさよなら（作曲：大原健二）
  - 少女期（作曲：小田裕一郎）
- 宇崎竜童
  - Baby（作曲：宇崎竜童）
  - Remember（作曲：宇崎竜童）
- 内田明里
  - つぶやき（作曲：杉本眞人）
  - わすれ傘（作曲：杉本眞人）
- 梅沢富美男
  - 恋暦（作曲：円広志）
  - たそがれに燃え（作曲：円広志）
- AIRMAIL from NAGASAKI
  - イマジネーション・ブルー（作曲：野下俊哉）
  - 恋のマジカルアイズ（作曲：山田稔）
  - もう一度愛LAND（作曲：土屋徹志郎）
  - 終りのないピリオド（作曲：野下俊哉）
- 遠藤晴美
  - 時間の誘惑（作曲：伊藤正美）
- 大石円
  - YEBISU善哉（作曲：徳久広司）
  - 裏町ファド（作曲：徳久広司）
  - あれから（作曲：杉本眞人）
  - 夏の蝶（作曲：永井龍雲）
- 大竹しのぶ
  - しゃかりきパラダイス（作曲：森田公一）
  - ねえ、どうして（作曲：徳光英和）
- 大津美子
  - 夜空に光るあの星よ（作曲：杉本眞人）
- 大西結花
  - 渚通りのディスコティック（作曲：平尾昌晃）
- 大野方栄
  - 摩天楼のヒーロー（作曲：有澤孝紀）
- 岡雅子
  - モーニング・コール（作曲：森田公一）
  - 季節の足音（作曲：森田公一）
- 尾上千晶
  - ときめきハイウェイ（作曲：馬飼野康二）
- 荻野目洋子
  - 湘南ハートブレイク（作曲：大田黒裕司）
  - ユア・マイ・ライフ（作曲：James Christian）
  - ピンク・サファイア（作曲：石川恵樹）
- 小沢亜貴子
  - 虹のむこうに鐘が鳴る（作曲：杉本眞人）
  - 八月のクリスマス（作曲：杉本眞人）
  - ドアにあなたが消えるまで（作曲：桧原さとし）
- オスカル
  - 愛のコンチェルト（作曲:ポール・ド・センヌヴィル）

### か行
- KAGE
  - 電撃戦隊チェンジマン（作曲：大野克夫）
  - NEVER STOP チェンジマン（作曲：大野克夫）
- 加藤登紀子
  - Running On（作曲：加藤登紀子）
- 北川大介
  - 横浜ルージュ（作曲：平尾昌晃）
  - おもかげ港町（作曲：平尾昌晃）
  - 黄昏のむこう側（作曲：平尾昌晃）
  - 男たちの純情歌（作曲：平尾昌晃）
- 北原ミレイ
  - ベネチアの雪（作曲：樋口義高）
  - 追憶（作曲：南郷孝）
  - ショパンの雨音（作曲：樋口義高）
  - 愛のエトランゼ（作曲：樋口義高）
  - マゼンダの黄昏に（作曲：弦哲也）
- 北山たけし
  - 流星カシオペア（作曲：杉本眞人）
  - 砂漠に雨が降る如く（作曲：杉本眞人）
- キム・ランヒ
  - さみしいオンナ（作曲：秋浩二）
  - 別れたくない（作曲：金蘭姫）
  - HA・HA・HA（作曲：秋浩二）
  - ダイヤの花（作曲：秋浩二）
- 工藤夕貴
  - 微笑むあなたに会いたい（作曲：鈴木キサブロー）
  - 幸福（作曲：小杉保夫）
  - ガールフレンド（作曲：鈴木キサブロー）
  - さよならサンバ（作曲：坂田和子）
  - 回帰線（作曲：工藤夕貴）
  - 想い出はエメラルド（作曲：財津和夫）
  - ブルースにさようなら（作曲：大田黒裕司)
- 国安わたる
  - ルネッサンス情熱（作曲：国安わたる）
  - 心のPhotograph（作曲：国安わたる）
- 黒沢年男
  - 男よ、聞いてくれねえかい（作曲：馬場孝幸）
  - 夢を見ればいいさ（作曲：馬場孝幸）
- Kenjiro
  - 口約束（作曲：杉本眞人）
  - 想い出ノラ（作曲：杉本眞人）
  - 夜光虫（作曲：田尾将実）
  - 夕日が泣いてる（作曲：田尾将実）
  - 夜のピアス（作曲：田尾将実）
  - 大阪れいんぼう（作曲：田尾将実）
  - 泥船（作曲：田尾将実）
  - 25時の鏡（作曲：田尾将実）
- 小泉今日子
  - 素敵なラブリーボーイ（作曲：穂口雄右）
  - 常夏娘（作曲：幸耕平）
- 小出広美
  - 水色の輝き（作曲：網倉一也）
  - 青のスピーチ・バルーン（作曲：網倉一也）
- 香西かおり
  - 恋の泣きがら（作曲：幸耕平）
  - TOKIO千一夜（作曲：鈴木キサブロー）
  - 止まない雨（作曲：鈴木キサブロー）
- 小金沢昇司
  - 流れ星（作曲：杉本眞人）
  - 倖せになりなよ（作曲：加藤将貫）
  - 涙をふいて（作曲：澤井誠）
  - ポインセチアの窓辺（作曲：大谷明裕）
  - あなたは雪になりました（作曲：幸耕平）
  - Happy Birthday（作曲：大谷明裕）
- 小柳ルミ子
  - いい気になるなよ（作曲：杉本真人）

### さ行
- 榊原郁恵
  - あこがれ（作曲：佐々木勉）
  - あなたと夢とポップ・ロック（作曲：佐々木勉）
  - 恋人たちのメロディー（作曲：坂田晃一）
- 榊原良子
  - Sail Alone（作曲：前田克樹）
- 坂本冬美
  - 夢ん中（作曲：森田公一）
  - 薄荷煙草（作曲：大野克夫）
  - 恋霞（作曲：杉本眞人）
  - お酒と一緒に（作曲：杉本眞人）
- 佐藤朱美
  - いとおしい人のために（作曲：清岡千穂）
  - 奇蹟の連続（作曲：菊地圭長）
  - Star（作曲：清岡千穂）
  - 透明なHANEみーつけた!（作曲：松原みき）
  - あしたはいい日になる（作曲：清岡千穂）
  - Destiny（作曲：阿部真）
  - 幸せになろうね（作曲：清岡千穂）
- さとう宗幸
  - 別れ仕度（作曲：さとう宗幸）
  - 追憶（作曲：さとう宗幸）
- 里見浩太朗
  - 口笛の彼方に（作曲：弦哲也）
  - 涙して笑って候（作曲：弦哲也）
- THE ALFEE
  - 星降る夜に…（作曲：高見沢俊彦）
  - 冬将軍（作曲：高見沢俊彦）
  - 無言劇（作曲：高見沢俊彦）
  - 雨（作曲：高見沢俊彦）
  - 夜汽車（作曲：高見沢俊彦）
  - メモアール（作曲：高見沢俊彦）
  - セイリング（作曲：高見沢俊彦）
  - Something Blue（作曲：高見沢俊彦）
- しばたはつみ
  - バック・シート・ドール（作曲：吉村浩二）
  - TWILIGHT たそがれ（作曲：鈴木邦彦）
  - Amethyst Sunray（作曲：平尾昌晃）
  - Musician（作曲：大野雄二）
- 渋谷哲平
  - わが青春のアルカディア（作曲：平尾昌晃）
  - 白夜にひとり（作曲：平尾昌晃）
- 嶋大輔
  - ハードボイルド・ロマンス 奇麗（作曲：馬場孝幸）
  - 君はダンシング・エンジェル（作曲：G.Bigazzi・U.Tozzi）
- 島津亜矢
  - 夜桜挽花（作曲：杉本眞人）
  - 女は男の言葉で変わる（作曲：杉本眞人）
  - 想い出よありがとう（作曲：都志見隆）
- 純烈
  - キサス・キサス東京（作曲：杉本眞人）
  - ひとりじゃないから（作曲：杉本眞人）
  - 星降る夜のサンバ（作曲：大谷明裕）
  - 今夜はドラマチック（作曲：大谷明裕）
  - 忘れていいのよ（作曲：大谷明裕）
  - 言葉足らずのメロディ（作曲：大谷明裕）
- 城之内早苗
  - 空港物語（作曲：三木たかし）
  - 砂のしゃぼん玉（作曲：三木たかし）
- 鈴木史朗
  - 想春譜（作曲：平尾昌晃）
  - 青春ラプソディー（作曲：平尾昌晃）
- 巣瀬哲生
  - Chanceをくれないか（作曲：Edison）
- スラップスティック
  - スラップスティック見参！（作曲：大瀧詠一）
  - ロックン・ろばた・MUSIC（作曲：所ジョージ）
  - 星空のプレリュード（作曲：大瀧詠一）
  - 恋のコブラツイスト（作曲：近田春夫）
  - 優しい時代（作曲：村上輝晃）
  - マイ・ガール（作曲：曽我部和行）
  - 愛ちゃん（作曲：村上輝晃）
  - ラブ・シュプール'79（作曲：近田春夫）
  - スターダスト・ストリート（作曲：曽我部和恭）
  - 一気にLovepotion（作曲：曽我部和恭）
  - ハッピー・マンボ（作曲：森雪之丞）
  - おやすみグッド・ナイト（作曲：森雪之丞）

### た行
- DAIZO
  - YOU ARE THE ONE（作曲：羽場仁志）
- ダ・カーポ
  - てふてふ（作曲：榊原まさとし）
  - 神戸物語（作曲：榊原まさとし）
- 高橋なおみ
  - YOU'RE THE BEST PARTNER!（作曲：川井憲次）
  - 人生、きばってなんぼやねん（作曲：川井憲次）
- 高橋洋樹
  - 超星艦隊セイザーX（作曲：浅田直）
  - ジャンプだ!僕らのセイザーX!!（作曲：小杉保夫）
- 竹内力
  - 桜のように（作曲：吉幾三）
  - 別れても離れても（作曲：竹内力）
  - 今夜また逢いに行く（作曲：桧原さとし）
  - リーゼントブルース（作曲：The Domestics）
- 武田鉄矢
  - 贈る言葉（作曲：千葉和臣）
- チェウニ
  - トーキョー・トワイライト（作曲：杉本眞人）
  - Tokyoに雪が降る（作曲：杉本眞人）
  - 星空のトーキョー（作曲：杉本眞人）
  - 時代遅れの女になりたい（作曲：網倉一也）
  - 池上線（作曲：西島三重子）
  - 悲しい夢（作曲：網倉一也）
  - もう、振り向かない（作曲：ソル・ウンド）
  - NARITA発（作曲：網倉一也）
  - ガラスの東京タワー（作曲：網倉一也）
  - おいしい関係II（作曲：杉本眞人）※ストリングスアレンジ
  - 雪は、バラードのように…（作曲：杉本眞人）
  - リスボンの雨（作曲：杉本眞人）
  - せめて今夜は（作曲：網倉一也）
  - いつか新しい恋を…（作曲：網倉一也）
  - TOKYOうそつきクラブII（作曲：杉本眞人）
  - 2時間だけのルージュ（作曲：田尾将実）
  - 湾岸ハイウェイ（作曲：金成勲）
  - 蒼空の神話（作曲：三木たかし）
  - 悲しみは人生じゃない（作曲：三木たかし）
  - 愛のまねごと（作曲：田尾将実）
- チェリッシュ
  - 白いスニーカー（作曲：三木たかし）
  - 夢のおかず（作曲：三木たかし）
  - 夢あきらめないで（作曲：菅原直洋）
  - わすれない～約束～（作曲：楠瀬誠志郎）
- チョン・ソヒ
  - TOKYO異邦人（作曲：杉本眞人）
  - 片隅のシネマ（作曲：杉本眞人）
- 鶴岡雅義と東京ロマンチカ
  - 空港物語り（作曲：馬飼野康二）
  - 雨秋桜（作曲：馬飼野康二）

### な行
- 奈央
  - 悲しい約束（作曲：大谷明裕）
  - 1/2の哀歌（作曲：大谷明裕）
- 長山洋子
  - If We Hold On Together（作曲：James Horner - Will Jennings）
  - 終わらないセレナーデ（作曲：さかたかずこ）
  - せせらぎ（作曲：円広志）
  - ほっとしてください（作曲：大谷明裕）
  - フォーエバー・マイ・ラブ（作曲：千代正行）
- 夏木マリ
  - ミラボー橋で抱きしめて（作曲：速水清司）
- 新浜レオン
  - 離さない 離さない（作曲：大谷明裕）
- 西崎緑
  - 如月（作曲：田尾将実）
  - 花咲き染めし（作曲：田尾将実）
  - 春知らず（作曲：田尾将実）
  - 問わず語り（作曲：田尾将実）
  - 桜草（作曲：田尾将実）
  - 偽名（作曲：永井龍雲）
  - 哀シテル（作曲：永井龍雲）
- 西田あい
  - ときめきカフェテラ（作曲：平尾昌晃）
  - 愛は まにあいますか（作曲：平尾昌晃）
  - 恋（作曲：平尾昌晃）
  - 歌は恋人（作曲：平尾昌晃）
- 西田昭彦
  - 熱き瞳に（作曲：西田昭彦）
- 新田純一
  - メチャメチャむなしい（作曲：芹澤廣明）

### は行
- パーラ美妃
  - 恋の鉄火娘（作曲：高山郁朗）
  - 演歌はぐれ鳥（作曲：細野晴臣）
- 橋本潮
  - 少年色のメルヘン（作曲：上田知華）
- 林こずえ
  - 口紅ールージュー（作曲：花岡優平）
- 原辰徳
  - どこまでも愛（作曲:平尾昌晃）
- 半田浩二
  - Tokyoうそつき倶楽部（作曲：杉本眞人）
  - 無頼に生きて（作曲：杉本眞人）
  - 人生のいちばんいい時を（作曲：臼井義典）
  - 旅ふたたび（作曲：杉本眞人）
- 樋浦一帆
  - いくぜ!イッキマン!!（作曲：Frankie T.）
- 氷川きよし
  - いつもみんなで手をつなごう（作曲：大谷明裕）
- 日野美歌 featuring 新沼謙治
  - 男と女のラブゲーム（作曲：馬飼野康二）
- 兵藤まこ
  - Silent…（作曲：竹中美佳）
  - 100カラットの未来（作曲：和泉常寛）
- 弘妃由美
  - 怒りの獣神（作曲：工藤崇）
  - THE FIRE（作曲：工藤崇）
  - 奇跡の獣神（作曲：工藤崇）
  - 反逆の戦士（作曲：工藤崇）
- 風輪
  - 女神-MEGAMI-（作曲：田尾将実）
  - こんな時代と言わないで（作曲：田尾将実）
- 藤慎一郎
  - 恋のタイフーン（作曲：平尾昌晃）
  - 青春の渚（作曲：平尾昌晃）
- 舟木一夫
  - たそがれの人（作曲：山路進一）
- 古舘伊知郎
  - おまえがいれば……（作曲：三木たかし）
- Project DMM
  - 空想少年（作曲：鈴木キサブロー）
- ペギー葉山
  - もう一度ロマンス（作曲：小松原まさし）
- 堀ちえみ
  - とまどいの週末（作曲：森雪之丞）
  - 白いハンカチーフ（作曲：網倉一也）

### ま行
- 前田達也
  - ウルトラマンパワード）作曲：鈴木キサブロー）
  - この宇宙のどこかに（作曲：鈴木キサブロー）
  - ウルトラマンネオス（作曲：鈴木キサブロー）
  - ウルトラセブン21（作曲：鈴木キサブロー）
  - ウルトラマンダイナ（作曲：鈴木キサブロー）
  - いまこそフラッシュ（作曲：鈴木キサブロー）
- 前田有紀
  - ケンチャナ～大丈夫～（作曲：ユ・ヘジュン）
  - ソウルの雨（作曲：ユ・ヘジュン）
- 松平健・日野美歌
  - ドスコイ人生（作曲：岡千秋）
  - 四十八手の相撲道（作曲：小杉保夫）
- 松原のぶえ
  - 五月の風のように（作曲：馬場章幸）
  - ありんこ（作曲：弦哲也）
- 松本友里
  - 過剰にオンリー・ユー（作曲：加瀬邦彦）
  - 情熱・ため息・恋魔術（作曲：加瀬邦彦）
- 円広志
  - 空と海が青い理由（アルバム。全11曲中10曲を編曲）
- MIO
  - ダンバイン とぶ（作曲：網倉一也））
  - みえるだろうバイストン・ウェル（作曲：網倉一也）
- 宮内タカユキ
  - 超電子バイオマン（作曲：加瀬邦彦）
  - バイオミック・ソルジャー（作曲：加瀬邦彦）
  - バイオロボの歌（作曲：田中公平）
  - 流れ星 銀（作曲：木森敏之）
  - TOMORROW（作曲：木森敏之）
  - 特警ウインスペクター（作曲：鈴木キサブロー）
  - 今日のおれからあしたの君へ（作曲：鈴木キサブロー）
  - 特救指令ソルブレイン（作曲：鈴木キサブロー）
  - 愛に抱かれて（作曲：鈴木キサブロー）
  - 特捜エクシードラフト（作曲：鈴木キサブロー）
  - ゴールは未来（作曲：鈴木キサブロー）
- 都はるみ
  - エリカの花の咲く頃に（作曲：弦哲也）
- 森昌子
  - 妖精の詩（作曲：加藤和彦）
  - 赤い風船（作曲：筒美京平）
  - みずいろの手紙（作曲：三木たかし）
  - 小さな恋の物語（作曲：森田公一）
  - 恋は真珠いろ（作曲：都倉俊一）
  - 白いギター（作曲：馬飼野俊一）
  - 旅立つ彼（作曲：佐々木勉）
  - 微笑い泣き（作曲：美樹克彦）

### や行
- 矢追幸宏
  - 真夜中シェイキンダンス（作曲：翔）
  - ビリーのRock'n Roll（作曲：翔）
  - 君は5:00からシンデレラ（作曲：鈴木キサブロー）
  - 悲しみナイト（作曲：鈴木キサブロー）
  - ハートブレイク・ウィークエンド（作曲：江島陽一）
  - 街角ロンゲスト・ナイト（作曲：江島陽一）
- 八代亜紀
  - ラッキーマンの歌（作曲：佐瀬寿一）
  - 恋はブーガ（作曲：佐瀬寿一）
  - ほんね（作曲：杉本眞人）
  - 港灯（作曲：杉本眞人）
  - 骨までしびれるブルースを（作曲：水森英夫）
  - 悲しみの法則（作曲：BORO）
  - デスティニーラブ（作曲：徳久広司）
  - 心をつなぐ10円玉（作曲：杉本眞人）
- 山川豊
  - アメリカ橋（作曲：平尾昌晃）
  - 雪舞橋（作曲：平尾昌晃）
  - 逢えてよかった（作曲：平尾昌晃）
  - 泣かないで（作曲：浜圭介）
  - 霧雨のシアトル（作曲：平尾昌晃）
  - 優しい女に会いたい夜は（作曲：花岡優平）
- 山口かおる
  - 愛と憎しみの間に（作曲：徳久広司）
  - 哀しい夜（作曲：徳久広司）
- 山口百恵
  - 15才の恋（作曲：都倉俊一）
  - 片想い（作曲：都倉俊一）
  - わたしの悩み誰も知らない（作曲：都倉俊一）
  - 風になりたい（作曲：都倉俊一）
  - ひとにぎりの砂（作曲：佐瀬寿一）
  - 甘い裏切り（作曲：佐瀬寿一）
  - モノトーンの肖像画（作曲：宇崎竜童）
  - オレンジ・ブロッサム・ブルース（作曲：宇崎竜童）
- 山本譲二
  - 夜桜哀歌（作曲：浜圭介）
  - 俺の花（作曲：浜圭介）
- 山本リンダ
  - リンダ（作曲：平尾昌晃）
  - 1/2（作曲：平尾昌晃）
- 湯原昌幸
  - 都忘れ（作曲：杉本眞人）
  - ないものねだり（作曲：田尾将実）
  - 引き潮（作曲：田尾将実）
  - 菜の花（作曲：田尾将実）
  - 青春の坂道（作曲：湯原昌幸）

### ら行以降
- ロサ ビアンカ
  - あ・や・ま・ち（作曲：伊藤薫）
- ロス・インディオス
  - 喧嘩のあとは（作曲：あみ啓三）
- 渡辺めぐみ
  - 恋の奴隷（作曲：鈴木邦彦）
  - 恋のハレルヤ（作曲：鈴木邦彦）
- 若山かずさ
  - 花、散る（作曲：江口浩司）
  - しぎの声（作曲：江口浩司）
  - 花盗人よ（作曲：伊戸のりお）
- 渡哲也
  - 友よ（作曲：三木たかし）
  - ひと吹きの風（作曲：三木たかし）
  - 酔挽歌（作曲：三木たかし）
  - 風花（作曲：三木たかし）

## 音楽担当作品
アニメ
- のどか森の動物大作戦（1980年）
- サイコアーマー ゴーバリアン（1983年）
- バツ&テリー（1987年）
- レリックアーマーLEGACIAM（1987年）
- ギャラガ HYPER-PSYCHIC-GEO GARAGA（1989年）
- シティーハンター関連
  - シティーハンター（1987年 - 1988年）
  - シティーハンター2（1988年 - 1989年）
  - シティーハンター 愛と宿命のマグナム（1989年）
  - シティーハンター3（1989年 - 1990年）
  - シティーハンター 百万ドルの陰謀（1990年）
  - シティーハンター ベイシティウォーズ（1990年）
  - シティーハンター'91（1991年）
  - シティーハンター ザ・シークレット・サービス（1996年）
  - シティーハンター グッド・バイ・マイ・スイート・ハート（1997年）
  - シティーハンター 緊急生中継!?凶悪犯冴羽獠の最期（1999年）
- チロリン村物語（1992年 - 1993年）
- 幻想叙譚エルシア（1992年 - 1993年）
- 戦ー少女イクセリオン（1995年）
- 新破裏拳ポリマー（1996年 - 1997年）
- 勇者指令ダグオン 水晶の瞳の少年（1997年）
- 暴れん坊力士!!松太郎（2014年）

特撮
- 超電子バイオマン（1984年 - 1985年）
- 電撃戦隊チェンジマン（1985年 - 1986年）
- 超獣戦隊ライブマン（1988年 - 1989年）
- ウルトラマンティガ（1996年 - 1997年）
- ウルトラマンダイナ（1997年 - 1998年）
- ウルトラマンティガ&ウルトラマンダイナ 光の星の戦士たち（1998年）
- ウルトラマンティガ THE FINAL ODYSSEY（2000年）
- ウルトラマンティガ外伝 古代に蘇る巨人（2001年）
- ウルトラマンダイナ 帰ってきたハネジロー（2001年）
- ウルトラマンコスモス2 THE BLUE PLANET（2002年）
- ウルトラマンコスモスVSウルトラマンジャスティス THE FINAL BATTLE（2003年）

映画
- ビッグマグナム 黒岩先生（1985年）
- ビー・バップ・ハイスクール 高校与太郎哀歌（1986年）

ドラマ
- ゴリラ・警視庁捜査第8班（1989年 - 1990年）
- 代表取締役刑事（1990年 - 1991年）
- 愛しの刑事（1992年 - 1993年）